# Jaroslav Křížek
Jaroslav Křížek (24. července 1895 – 17. července 1965) byl český architekt. Narodil se do rodiny Filipa Křížka, podnikatele v oboru zpracování dřeva, smíchovského komunálního politika a člena tamního evangelického sboru. Na Smíchově Jaroslav bydlel v domě na adrese U Nikolajky 14. Jaroslav měl za manželku Ludmilu, dívčím příjmením Baudišovou, a do manželství se jim narodil syn Milan.
Na přelomu dvacátých a třicátých let 20. století spolupracoval se svým otcem Filipem na budově smíchovského evangelického kostela otevřeného roku 1931. V období první československé republiky zakoupil spolu se svými příbuznými pro rekreační účely zámek ve středočeské obci Osečany. Po vítězném únoru byl objekt rodině zkonfiskován a navrátil se jí až po sametové revoluci.